# Litz (Oise)
 Litz  ist eine französische Gemeinde mit 370 Einwohnern (Stand 1. Januar 2022) im Département Oise in der Region Hauts-de-France. Sie gehört zum Arrondissement Clermont und zum Kanton Mouy.

## Geografie
Die Gemeinde Litz liegt an einer Flussbiegung der Brèche, 18 Kilometer östlich von Beauvais und 20 Kilometer nordwestlich von Creil. Die Hauptstraße in Litz folgt einer ehemaligen Heerstraße (Chaussée Brunehaut). Durch den Süden der Gemeinde führt die autobahnartig ausgebaute RN 31. Im Norden hat Litz mit vier Windkraftanlagen einen Anteil an einem interkommunalen Windpark. Zu Litz gehört der Ortsteil Wariville. Umgeben wird Litz von den Nachbargemeinden Bulles im Norden und Nordosten, Étouy im Osten, La Neuville-en-Hez im Südosten und Süden, La Rue-Saint-Pierre im Südwesten und Westen sowie Rémérangles im Westen und Nordwesten.

## Bevölkerungsentwicklung
| Jahr                       | 1962 | 1968 | 1975 | 1982 | 1990 | 1999 | 2006 | 2014 | 2021 |
| Einwohner                  | 269  | 260  | 272  | 323  | 320  | 325  | 339  | 364  | 365  |
| Quellen: Cassini und INSEE |      |      |      |      |      |      |      |      |      |

## Sehenswürdigkeiten
- Kirche Saint-Lucien aus dem 13. Jahrhundert, Monument historique
- ehemaliges Priorat im Ortsteil Wariville, Monument historique

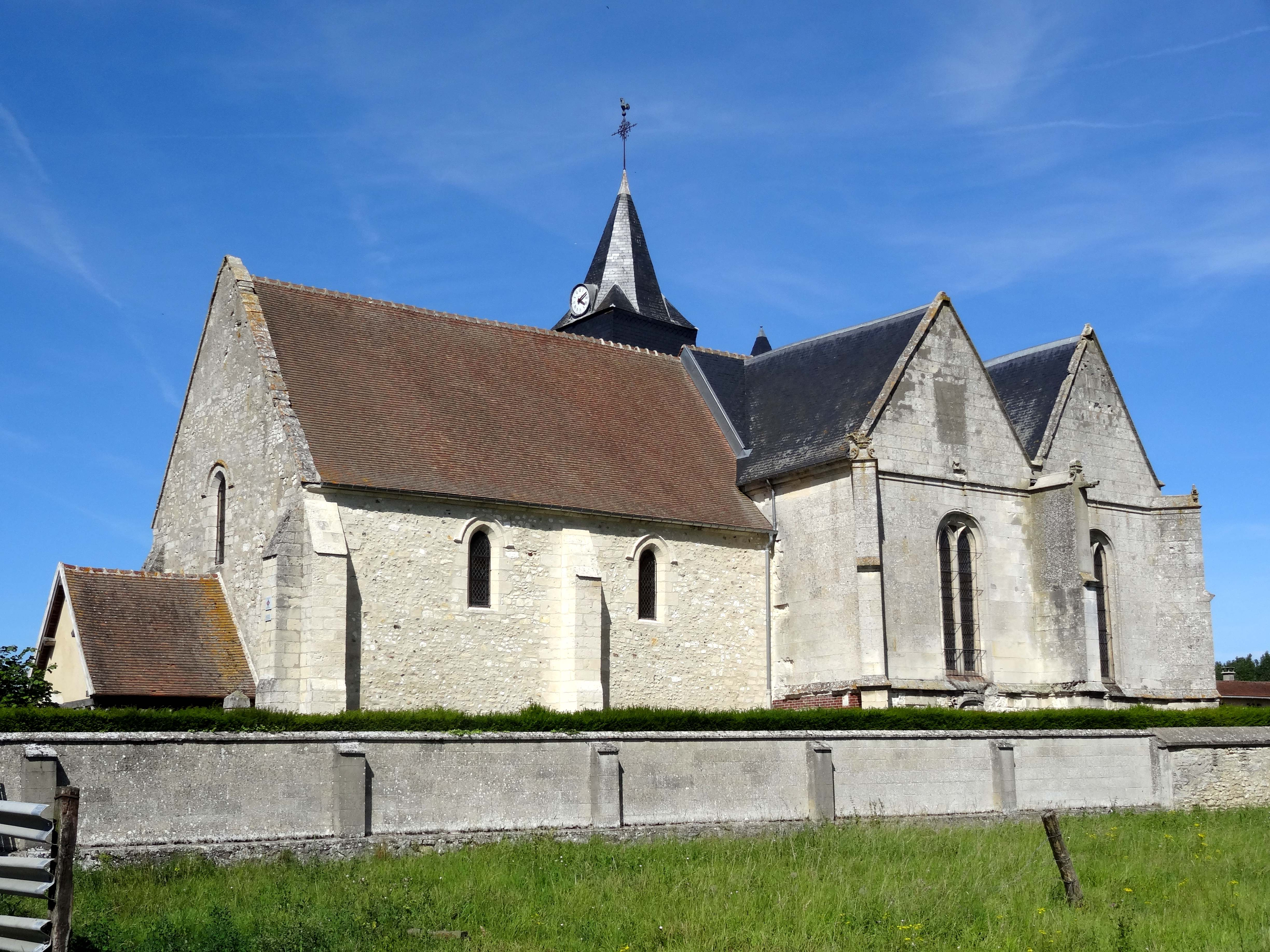
Kirche Saint-Lucien
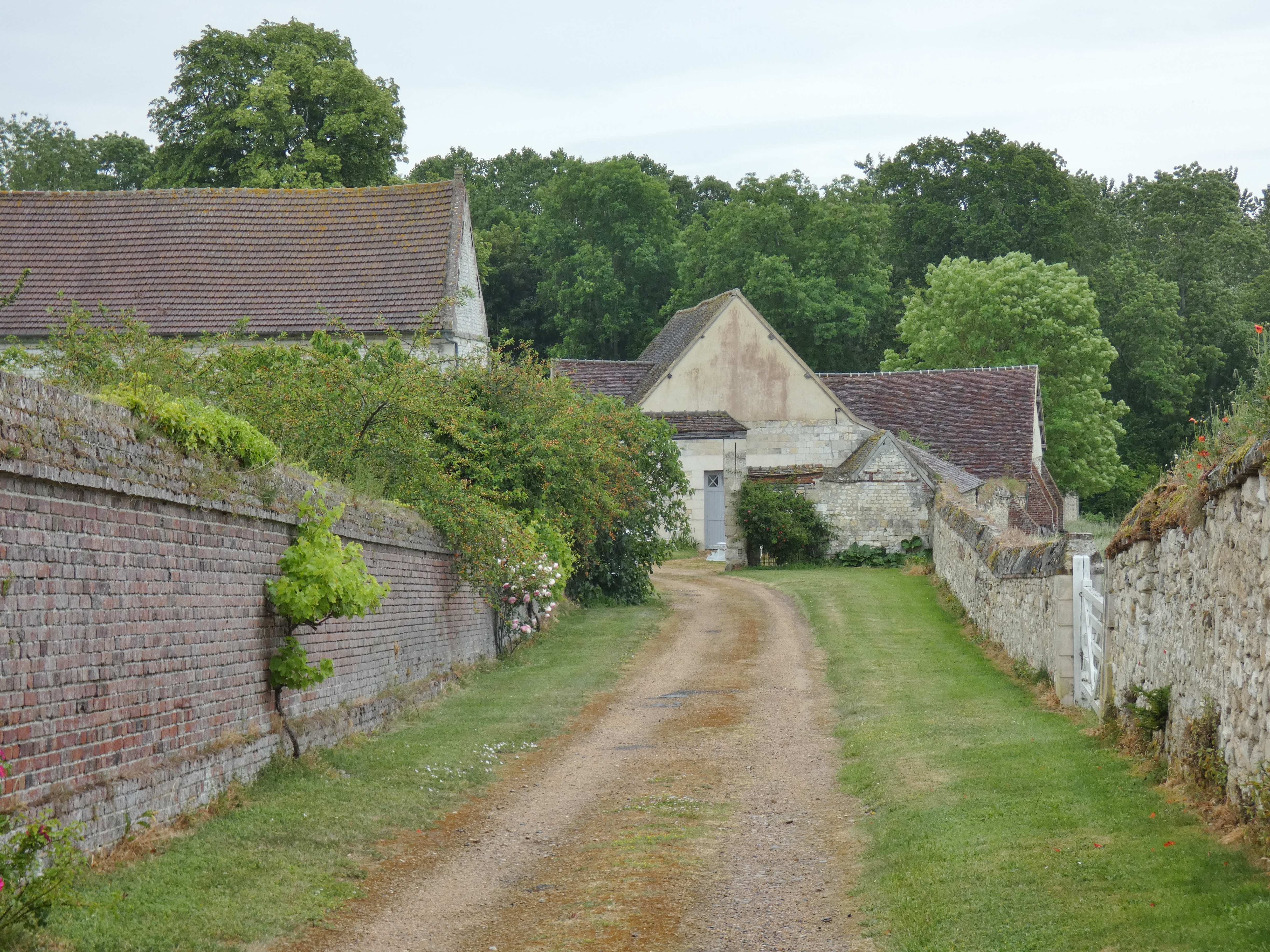
Ehemaliges Priorat
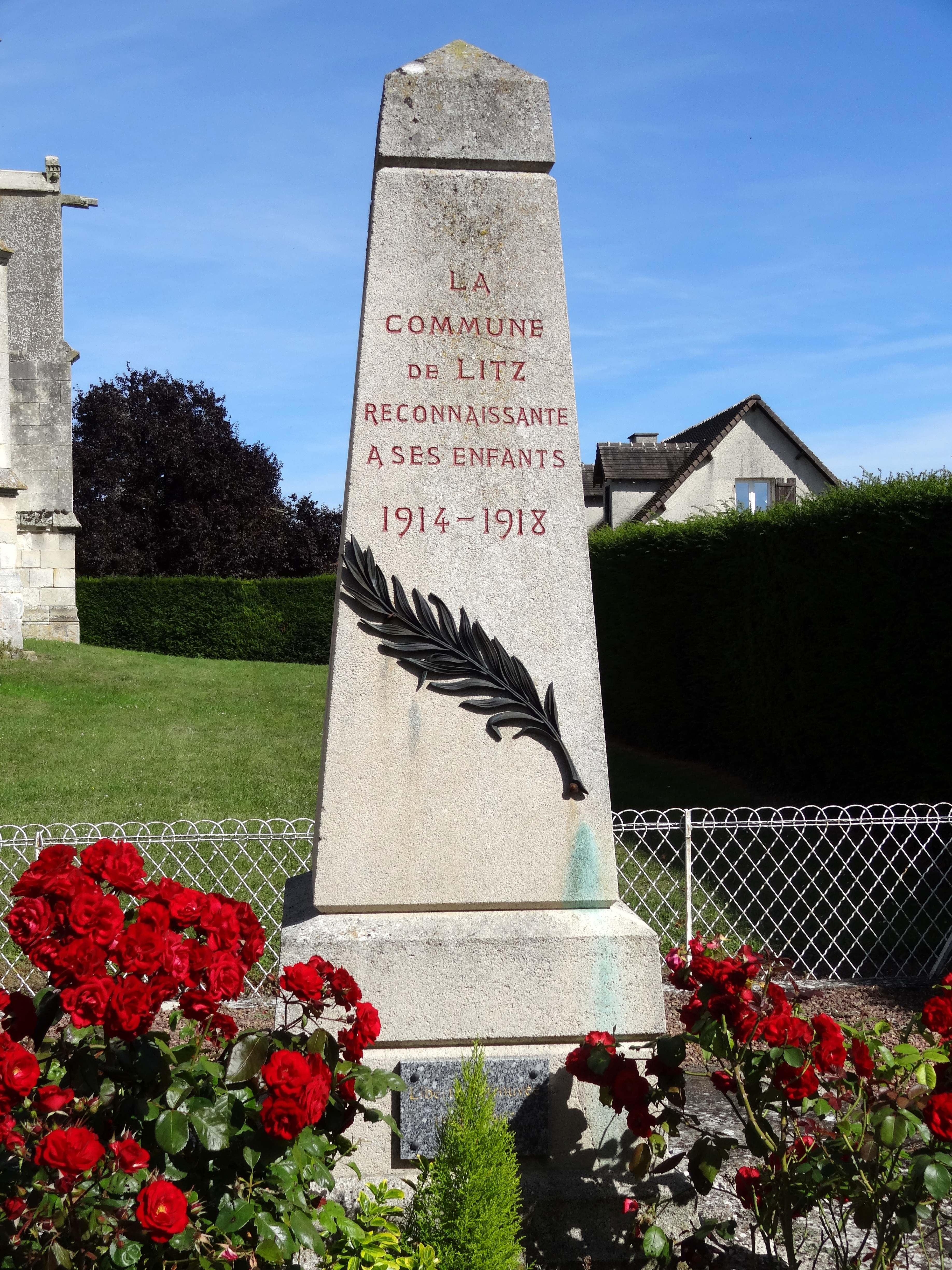
Gefallenendenkmal